# Parafia św. Tekli w Krzyżanowicach Dolnych
Parafia Świętej Tekli w Krzyżanowicach – parafia rzymskokatolicka z siedzibą w Krzyżanowicach Dolnych. 
Erygowana na przełomie XII/XIII wieku. Należy do dekanatu pińczowskiego diecezji kieleckiej. 
Obecny kościół parafialny wzniesiono w latach 1786–1789 według projektu Stanisława Zawadzkiego, z fundacji ówczesnego proboszcza krzyżanowickiego – ks. Hugona Kołłątaja.

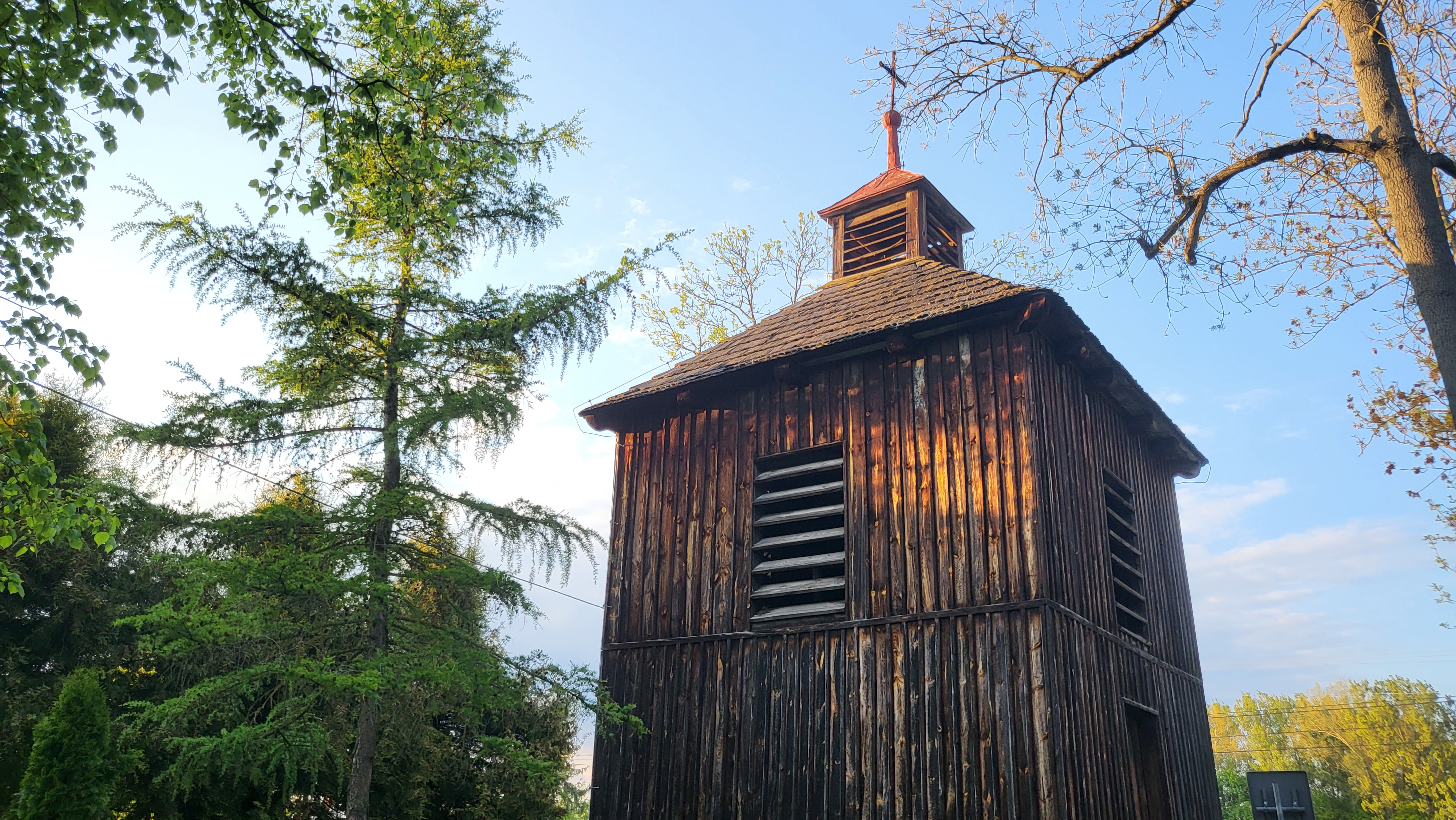
Drewniana dzwonnica przy kościele parafialnym